# Kamila Padlewska
Kamila Karolina Padlewska – polska dermatolog i wenerolog; doktor nauk medycznych; lekarz specjalizująca się w zabiegach medycyny estetycznej; laureatka nagrody Polskiego Towarzystwa Dermatologicznego i nagrody Dziekana Warszawskiego Uniwersytetu Medycznego; autorka książek o kosmetologii; od 2005 profesor nadzwyczajna Wyższej Szkoły Zawodowej Kosmetyki i Pielęgnacji Zdrowia w Warszawie, a od 2019 profesor Uczelni Medycznej im. Marii Skłodowskiej-Curie; brała udział w "Sekretach Chirurgii". 

## Kariera naukowa
Doktoryzowała się 23 czerwca 1999 dysertacją Badania nad rolą p53 i apoptozą w epidermodysplasia verruciformis, przygotowaną pod kierunkiem Sławomira Majewskiego.